# اتفاقية الرمز المشترك

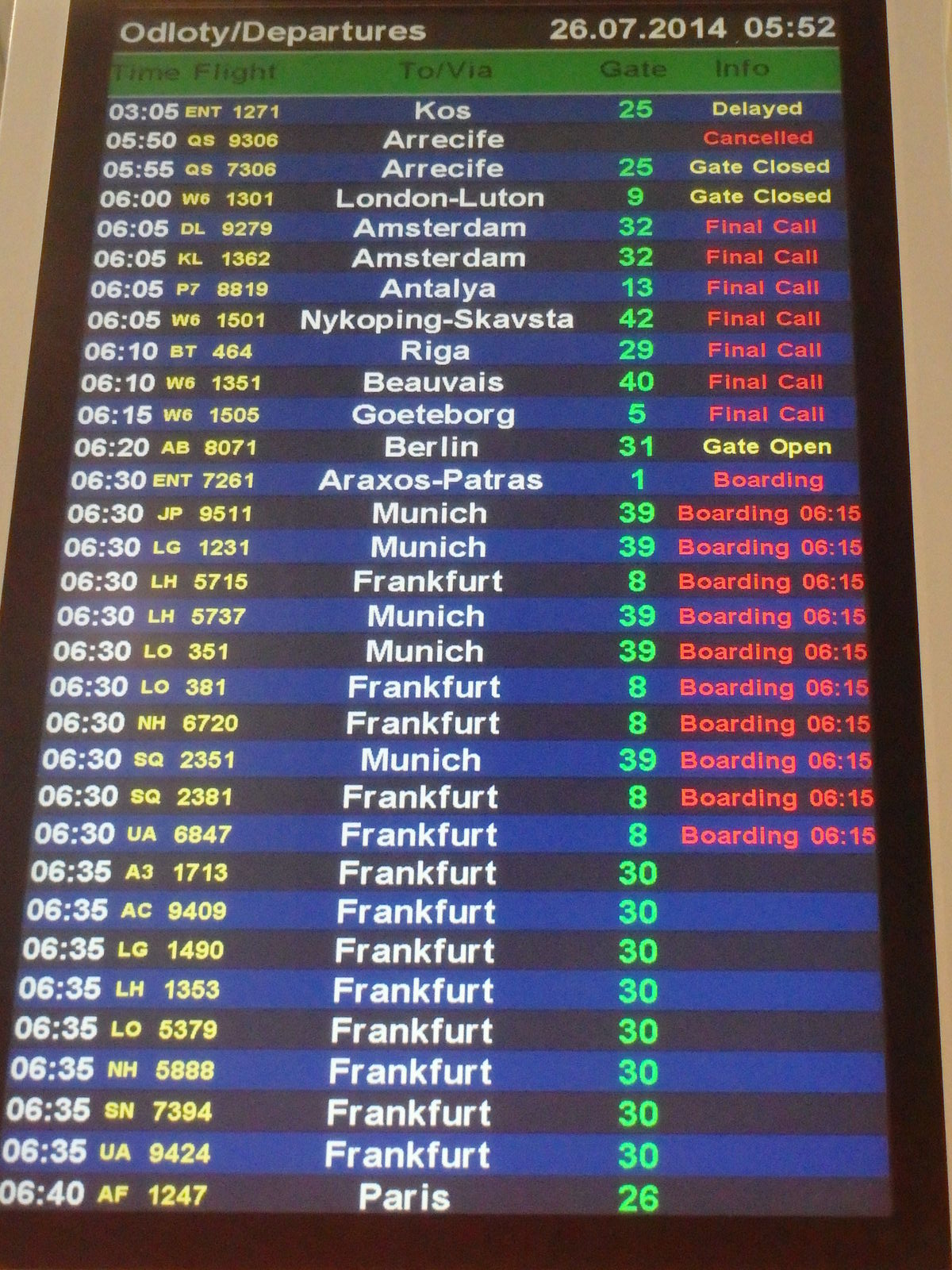
عرض معلومات يوضح الرحلات المشتركة بالرمز (المشار إليها بأرقام رحلات متعددة في أوقات وأرقام بوابات متطابقة)، في مطار وارسو شوبان.

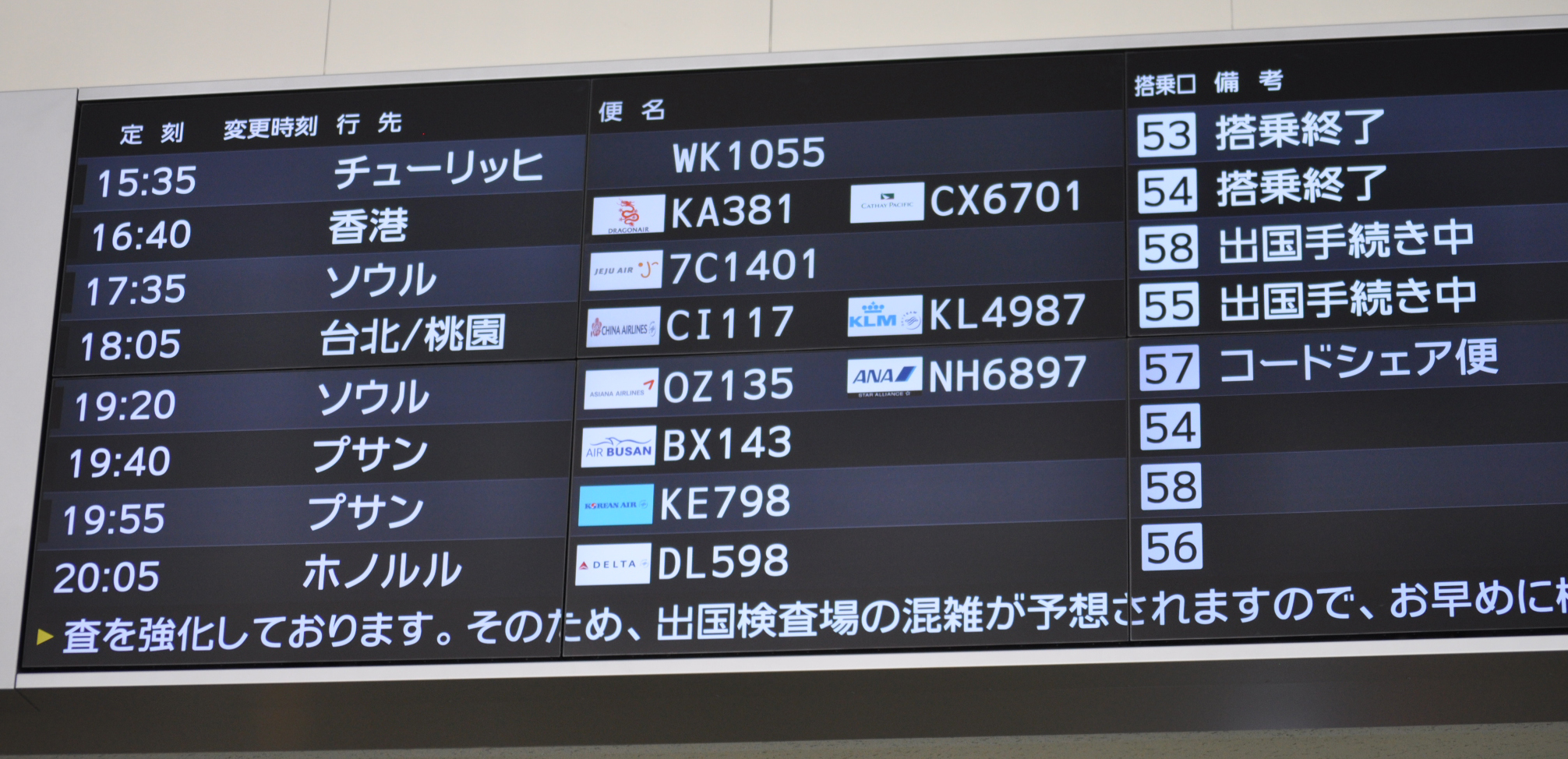
عرض معلومات يوضح الرحلات المشتركة بالرمز (المشار إليها بأرقام رحلات متعددة في فترة زمنية واحدة)، في مطار فوكوكا،

اتفاقية المشاركة بالرمز (codeshare agreement)، والمعروفة أيضًا باسم الرمز المشترك (codeshare)، هي ترتيب عمل شائع في صناعة الطيران، حيث تقوم شركتان أو أكثر من شركات الطيران بنشر وتسويق نفس الرحلة تحت اسم شركة الطيران الخاصة بها ورقم الرحلة («رمز رحلة الطيران») كجزء من من الجدول الزمني أو الجدول الزمني المنشور. عادة، يتم تشغيل الرحلة من قبل شركة طيران واحدة (تسمى تقنيًا «الناقل الإداري» أو «الناقل التشغيلي») بينما يتم بيع المقاعد للرحلة من قبل جميع شركات الطيران المتعاونة باستخدام رمزها الخاص ورقم الرحلة.
يشير المصطلح «كود» إلى المعرف المستخدم في جدول الرحلات، وعمومًا هو رمز تعيين شركة الطيران التابع لاتحاد النقل الجوي الدولي المكون من حرفين ورقم الرحلة. وبالتالي، يمكن أيضًا بيع (XX224) (رقم الرحلة 224 التي تديرها شركة الطيرانXX) من قبل شركة الطيران (YY) كـ YY568 و (ZZ) كـ ZZ9876. يطلق على خطوط الطيران (YY) و (ZZ) في هذه الحالة اسم «شركات الطيران التسويقية» (يتم اختصارها أحيانًا MKT CXR لعبارة «شركة تسويق»).
تمتلك معظم شركات الطيران الرئيسية اليوم شراكات في تبادل الكود مع شركات طيران أخرى، وتعد مشاركة الرمز سمة رئيسية لتحالفات شركات الطيران الرئيسية. عادةً ما تكون اتفاقيات مشاركة الرمز أيضًا جزءًا من الاتفاقيات التجارية بين شركات الطيران في نفس تحالفات شركات الطيران.

## تاريخ
في عام 1967، انضم ريتشارد أ. هينسون إلى شركة الخطوط الجوية الأمريكية، أليغيني، في أول علاقة مشاركة بالرمز في البلاد. تمت صياغة مصطلح «المشاركة بالرمز» أو «المشاركة بالرمز» في عام 1989 من قبل كانتاس وأمريكان إيرلاينز، وفي عام 1990 قدمت الشركتان أولى رحلاتهما المشتركة بالرمز بين مجموعة من المدن الأسترالية والمدن المحلية الأمريكية. أصبحت مشاركة الكود منتشرة على نطاق واسع في صناعة الطيران منذ ذلك الحين، لا سيما في أعقاب تشكيل تحالفات شركات طيران كبيرة. تتمتع هذه التحالفات ببرامج واسعة النطاق للمشاركة في الرموز وبرامج المسافر الدائم المتصلة بالشبكة.

## المصطلح
بموجب اتفاقية مشاركة الكود، فإن شركة الطيران التي تدير الرحلة (الشركة التي تمتلك الأذونات التشغيلية، وفتحات المطار والتخطيط / التحكم في الرحلة والمسؤولة عن خدمات المناولة الأرضية) تسمى عادةً الناقل المشغل، وغالبًا ما يتم اختصارها (OPE CXR)، على الرغم من مصطلح (IATA SSIM) «إدارة الناقل» أكثر دقة. والسبب في ذلك هو أن شركة نقل ثالثة قد تكون متورطة، عادةً في حالة أن شركة الطيران التي تخطط أصلاً لتشغيل الرحلة تحتاج إلى استئجار مقاول من الباطن لتشغيل الرحلة نيابة عنها (عادةً ما يكون عقد إيجار شامل للخدمة، مما يعني أن الطائرة مستأجرة مع الطاقم وجميع مرافق الطيران، ويرجع ذلك عادةً إلى محدودية السعة والمشكلات الفنية وما إلى ذلك.) في هذه الحالة، يجب تعيين شركة الطيران التي تقل الراكب على أنها الناقل التشغيلي، لأنها الناقل الذي يحمل الركاب / البضائع.
عندما يتم بيع رحلة تحت عدة مصممين وأرقام طيران كما هو موصوف أعلاه، فإن الرحلة التي تنشرها «الشركة الناقلة» تسمى عادةً «رحلة رئيسية» (على عكس رحلة التسويق بالرمز المشترك).

## الأسباب والمزايا
بموجب اتفاقية مشاركة الرمز، يمكن لشركات الطيران المشاركة تقديم رقم رحلة مشترك لعدة أسباب، بما في ذلك:

### للركاب
- ربط الرحلات (Connecting flights): يوفر ذلك توجيهًا أوضح للعميل، مما يسمح للعميل بحجز السفر من النقطة A إلى C عبر النقطة B تحت رمز شركة نقل واحدة، بدلاً من حجز العميل من النقطة A إلى B بموجب رمز واحد، ومن النقطة B إلى C تحت رمز آخر. هذه ليست مجرد إضافة سطحية لأن شركات الطيران المتعاونة تسعى جاهدة أيضًا لمزامنة جداولها.

### لشركات الطيران
- الرحلات الجوية من كلتا الشركتين تسير على نفس المسار: يوفر هذا زيادة واضحة في تواتر الخدمة على الطريق من قبل شركة طيران واحدة.
- الخدمة المتصورة للأسواق غير المخدومة: يوفر هذا طريقة لشركات النقل التي لا تشغل طائراتها الخاصة على طريق معين لاكتساب الانكشاف في السوق من خلال عرض أرقام رحلاتها.

## أنواع مشاركة الكود
توجد عدة أنواع من ترتيبات مشاركة التعليمات البرمجية:
- حظر المشاركة بالرمز (Block space codeshar): تشتري شركة طيران تجارية (تسويقية) عددًا ثابتًا من المقاعد من الناقل الإداري (العامل / الرئيسي). عادةً ما يتم دفع سعر ثابت، ويتم الاحتفاظ بالمقاعد بعيدًا عن مخزون الناقل المسؤول. تقرر شركة الطيران التسويقية من تلقاء نفسها فئات الحجز التي تُباع فيها المقاعد (تم تحسين كتلة المقاعد تمامًا مثل مقصورة طائرة أخرى).
- التدفق المجاني للرمز المشترك: تتواصل أنظمة الجرد والحجز الخاصة بشركات الطيران في الوقت الفعلي عن طريق المراسلة، وعادة ما تكون رسائل IATA AIRIMP / PADIS (TTY و EDIFACT). يتم تحديد تعيين فئة الحجز بين شركات الطيران. لا توجد مقاعد مقفلة أمام أي من شركات الطيران، ويمكن لأي شركة طيران بيع أي عدد من المقاعد.
- التدفق الحر المقيّد: بشكل أساسي هو نفسه كما هو مذكور أعلاه، ولكن يتم تحديد الحد الأقصى (الحد الأقصى لعدد المقاعد) لكل من شركات الطيران التسويقية المشاركة في الرمز المشترك مع الناقل المسؤول.

## مخاوف تنافسية
تدور الكثير من المنافسة في صناعة الطيران حول استراتيجيات مبيعات التذاكر (المعروفة أيضًا باسم «حجز المقاعد») (إدارة الإيرادات، والتسعير المتغير، والتسويق الجغرافي). تم توجيه الانتقادات ضد مشاركة الكود من قبل منظمات المستهلكين وإدارات التجارة الوطنية حيث يُزعم أنها مربكة وغير شفافة للركاب.

## تحالفات السكك الحديدية الجوية
هناك أيضًا ترتيبات لمشاركة الكود بين الخطوط الجوية وشركات السكك الحديدية، والمعروفة رسميًا باسم تحالفات السكك الحديدية الجوية، ويتم تسويقها بشكل شائع باسم "Rail & Fly" نظرًا لشعبية اتفاقية دويتشه بان للرمز المشترك مع العديد من شركات الطيران. أنها تنطوي على بعض التكامل بين كلا نوعي النقل، على سبيل المثال، في العثور على أسرع اتصال والسماح بالتنقل بين الطائرة والقطار باستخدام تذكرة واحدة. يتيح ذلك للركاب حجز رحلة كاملة في نفس الوقت، غالبًا بسعر مخفض مقارنة بالتذاكر المنفصلة.

## روابط خارجية
- سنايدر، بريت. " هذه ليست شركة الطيران التي اشتركت فيها،" سي إن إن، 11 يوليو 2011.
- مقال حول احتمال المشاركة بالرمز بين خطوط السكك الحديدية وخطوط الطيران في أمريكا الشمالية